# 红山镇 (仁化县)
红山镇，是中华人民共和国广东省韶关市仁化县下辖的一个乡镇级行政单位。

## 行政区划
红山镇下辖以下地区：
红山社区、烟竹村、鱼皇村、新山村、新白村、青迳村、中山村、前洞村和小楣水村。